# Velká Kraš
Velká Kraš – miejscowość gminna położona w Czechach, kraju ołomunieckim powiat Jeseník, w pobliżu miasta Vidnava.
W dniu 31. 12. 2007 gminę zamieszkiwało 838 osób.
W Velkej Kraši znajduje się stacja kolejowa Velká Kraš oraz przystanek Velká Kraš zastávka.

## Podział

### części gminy
- Fojtova Kraš
- Hukovice
- Malá Kraš
- Velká Kraš

### gminy katastralne
- Fojtova Kraš (485,28 ha)
- Hukovice u Velké Kraše (243,24 ha)

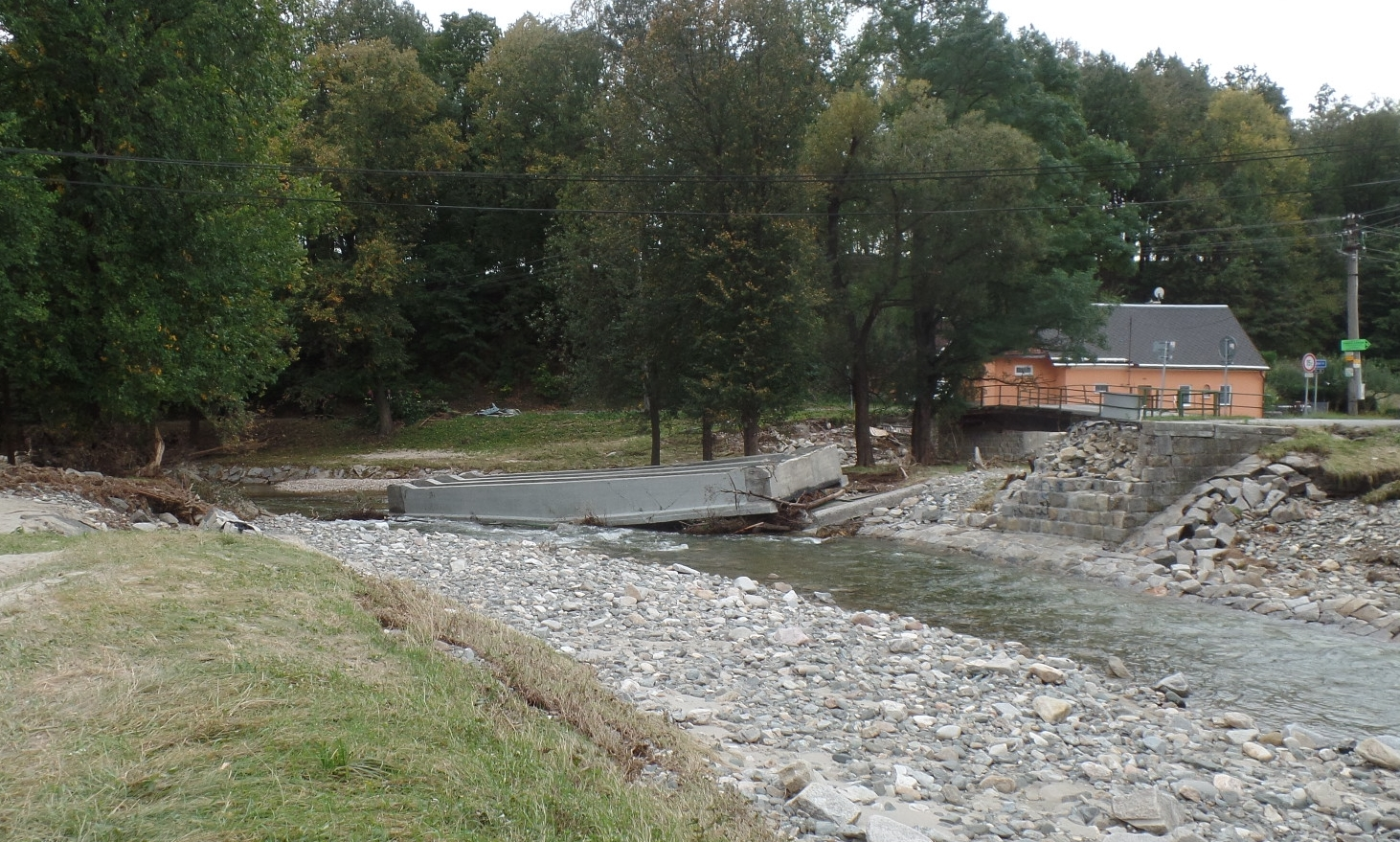
Most zniszczony przez powódź w 2024 r.

- Malá Kraš (434,11 ha)
- Velká Kraš (987,53 ha)